# Ogata Kenzan

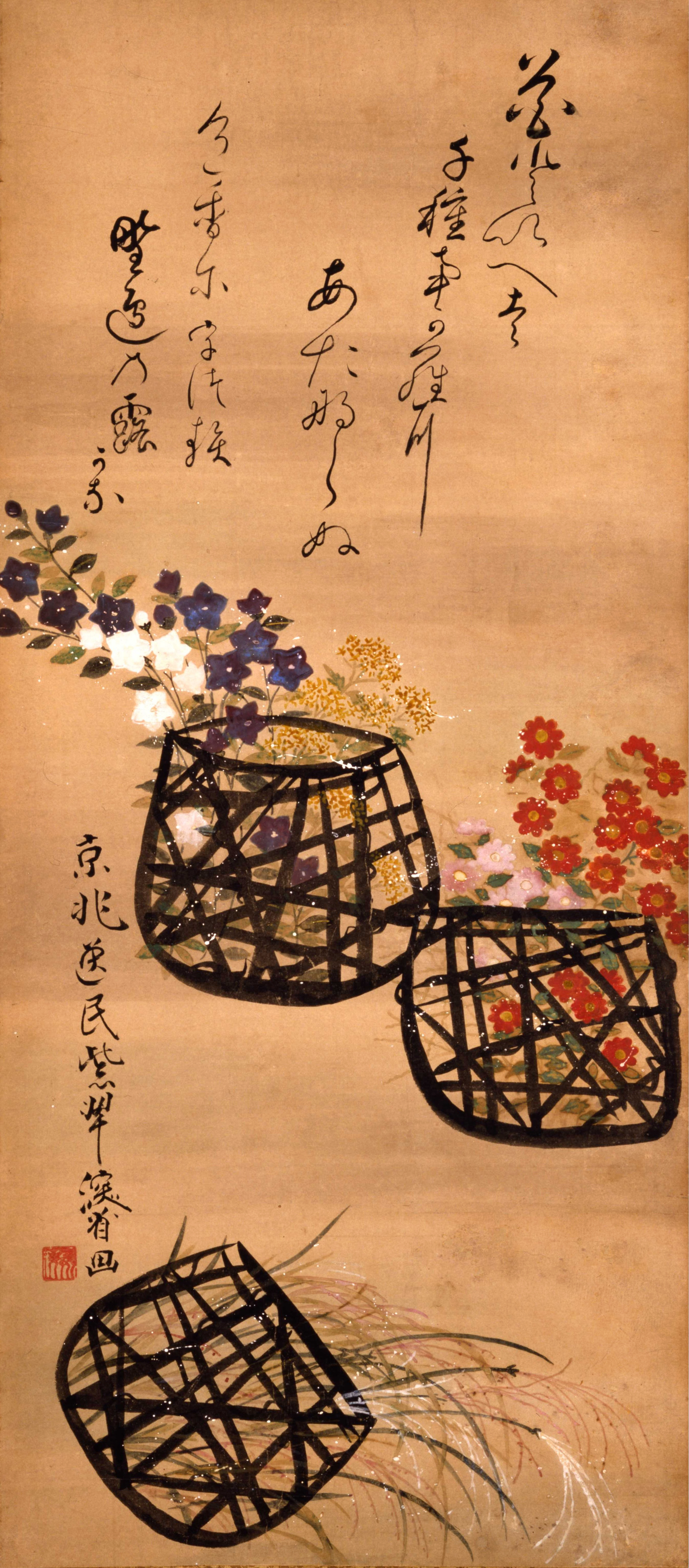
„Blumenkörbe“

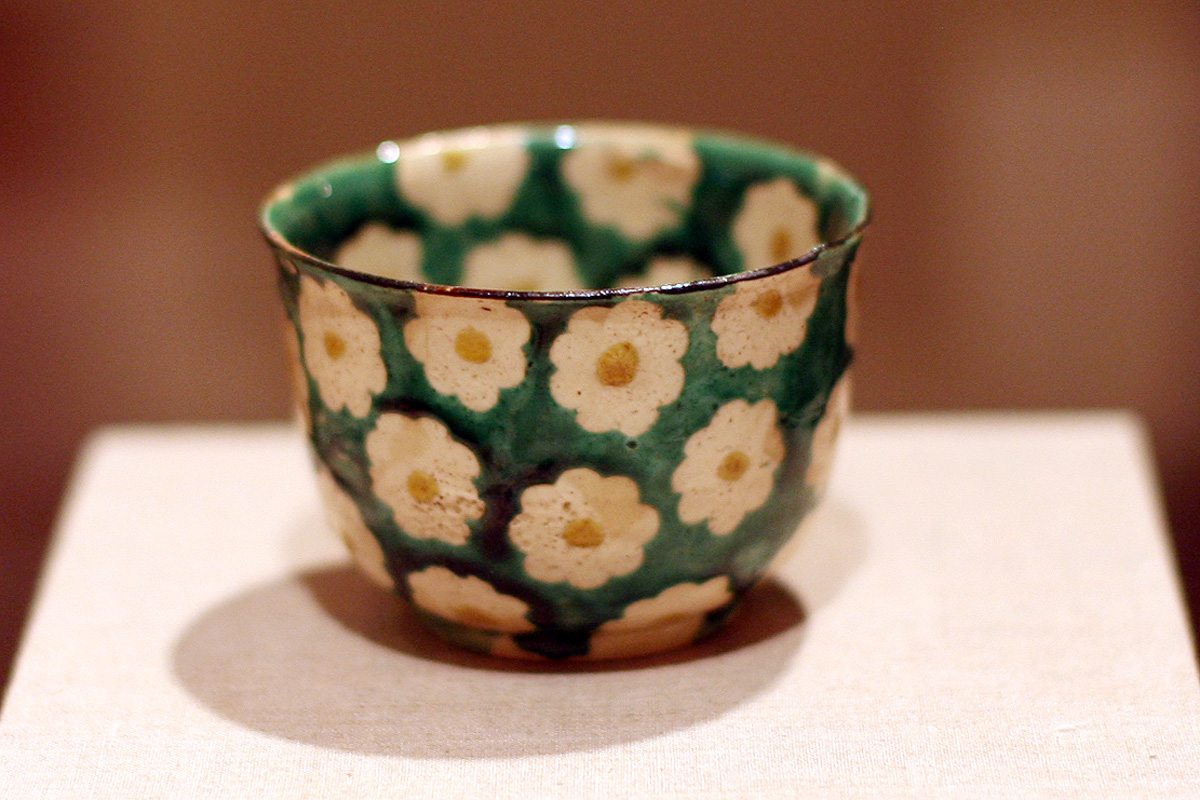
Schale

Ogata Kenzan (japanisch 尾形 乾山; eigentlicher Vorname Shinsei (深省); geb. 1663 in Kyōto; gest. 22. Juli 1743) war ein japanischer Töpfer und Maler. Kenzan gilt als ein  wichtiger Vertreter der von seinem älteren Bruder Kōrin begründeten japanischen Kunstströmung Rimpa.

## Leben und Wirken
Kenzan wurde als dritter Sohn von Ogata Sōken geboren, einem wohlhabenden Kaufmann, der ein Geschäft namens Karigana-ya betrieb und mit Kleidern handelte. Er war der jüngere Bruder des Malers Ogata Kōrin. Kenzan erlernte die Töpfer zunächst als ein Hobby unter Hon’ami Kōho (本阿弥 光甫; 1601–1682), einem Enkel des Schwertsachverständigen und Malers Hon’ami Kōetsu und unter Nonomura Ninsei (oder möglicherweise unter Nonomura Ninsei II.). Dann zwangen ihn aber wirtschaftlichen Gründe, mit der Töpferei sein Lebensunterhalt zu verdienen.
1699 errichtete Kenzan einen Brennofen in Narutaki in der westlichen Umgebung von Kyōto, wo er Stücke produzierte, die er Kenzan-yaki nannte. 1712 zog er um an einen Ort in der Nähe der Kreuzung von Nijō und Chōjiya-machi in Kyōto und produzierte Kenzan-yaki in großen Mengen. Um das Jahr 1731 ging er nach Edo und baute einen Brennofen in Iriya, einer Gegend, die zum Tempel Kan’ei-ji gehörte. Er blieb bis zu seinem Tode in der Kantō-Gegend.
Kenzans Arbeiten zeigen starken Einfluss seines Lehrers Nonomura, entwickelte aber durchaus seinen eigenen Stil, wie seine fünf Schalen (銹絵染付金彩絵替土器皿, Sabi-e sometsuke kinsai e-gawaridoki-zara) im Nezu-Museum mit ihren Wellen und Blüten zeigen, und die sechseckige Schale auf Eisenglasur mit dem Gotte der Langlebigkeit (銹絵寿老人図六角皿, Sabi-e Jurōjin-zu rokkaku-zara) im Besitz des Ōkura Shūkokan, wobei die Darstellung des Jurō von Kōrin stammt.
Man nimmt an, dass Kenzan Malerei unter Kōrin erlernte. Aber im Unterschied zu Kōrins kräftigen Stil gestaltete Kenzan seine Bilder lyrischer mit Elementen aus der Kalligrafie. Bekannt unter seinen Bildern ist der „Blumenkörbe“ (花籠図, Hanakago-zu) aus der Matsunaga-Sammlung im Kunstmuseum Fukuoka und die „Gedichte mit Blumen und Vögeln der zwölf Monate“ (十二か月和歌花鳥図, Jūnikagetsu waka kachō-zu) im Metropolitan Museum of Art in New York. – Alle erwähnten Objekte in Japan sind als Wichtiges Kulturgut registriert.